# Kimi ni Todoke
Kimi ni Todoke (яп. 君に届け, русск. неоф. «Дотянуться до тебя») — романтическая сёдзё-манга, придуманная и иллюстрированная женщиной-мангакой Карухо Сииной. Выходит с 2006 года в журнале Bessatsu Margaret; в виде танкобонов издательством Shueisha уже опубликовано 30 томов. В 2008 году «Kimi ni Todoke» была удостоена премии издательства «Коданся» как лучшая в категории сёдзё-манга.
Аниме-адаптация манги от студии Production I.G была показана телеканалом NTV в период с октября 2009 по март 2010 года. Кроме того, в феврале 2010 года журнал Bessatsu Margaret сообщил о съёмках игрового кинофильма на основе сюжета «Kimi ni Todoke». Премьера фильма в кинотеатрах Японии состоялась 25 сентября 2010 года.
В период с января по март 2011 года также на телеканале NTV прошла трансляция второго сезона аниме.

## Сюжет
Савако Куронума могла бы быть самой обычной девушкой, если бы не одно большое НО: природа наградила её внешностью не то чтобы необычной… узкое бледное лицо, тонкие губы, большие раскосые глаза, длинные чёрные волосы, прямая чёлка — по отдельности эти черты вряд ли могут кого-нибудь удивить или испугать. Но собранные вместе, они сделали Савако неприятно похожей на киновоплощение Садако Ямамуры, героини романа «Звонок» и одноимённого фильма ужасов. Образ Садако, Ужасной-Девочки-Из-Колодца, растиражированный многочисленными фильмами-подражаниями и ремейками сыграл с Савако злую шутку — прозвище «Садако» приклеилось ещё в начальной школе; о ней ходили и ходят слухи один фантастичнее другого — Садако общается с духами, Садако умеет насылать проклятия, тот, кто посмотрит ей в глаза больше трёх секунд будет проклят, и тому подобные. Одноклассники и другие школьники шарахаются от неё как от прокажённой, за всю жизнь у девушки не было ни одной подруги.
Несмотря на одиночество, Савако не ожесточилась, надеясь, что когда-нибудь мираж «Садако» рассеется, и люди увидят, какая она на самом деле. Этим надеждам суждено было сбыться в первом классе старшей школы — когда она познакомилась с Сётой Кадзэхаей. Кадзэхае, самому популярному парню в школе, кумиру всех девчонок чужды нелепые суеверия — благодаря его помощи у Савако появляются первые настоящие друзья. Медленно, но верно одноклассники начинают узнавать её, застенчивую добрую девушку, которая никогда никому не откажет в помощи, способную найти доброе слово даже для тех, кто её ненавидит. Параллельно с этим развиваются её отношения с Кадзэхаей — от благодарности и восхищения к искренней дружбе и первой любви.

## Персонажи
- Савако «Садако» Куронума (яп. 黒沼 爽子 Куронума Савако)

Сэйю — Мамико Ното
Савако — скромная и молчаливая девушка. Она настолько привыкла к своему прозвищу «Садако», что уже не обращает на него никакого внимания (а многие школьники, включая некоторых её одноклассников, уверены, что её и впрямь так зовут). Часто соглашается выполнять внеклассную работу для школы (от которой школьники обычно отлынивают), как она сама утверждает — чтобы чувствовать себя полезной.
Никогда не имевшая друзей, она с трудом приходит к осознанию того, что в её классе есть люди — Кадзэхая, Яно, Ёсида, Рю, которым она стала небезразлична. После знакомства с Кадзэхаей начинает постепенно преодолевать всеобщее отчуждение — общаться с другими людьми, принимать участие в жизни класса — например, во время школьного спортивного фестиваля играла за женскую футбольную команду (из-за этого по школе пополз дикий слух, что «Садако» обладает способностями к телепортации — она настолько быстро передвигалась по полю, что никто не мог за ней уследить).
Вместе с тем, обладая почти нулевым опытом отношений, Савако часто сомневается в том, кем для неё являются те или иные люди. Доброе отношение Кадзэхаи она принимает за жалость, дружеское отношение Яно и Ёсиды — за обычную доброжелательность. Потребовался серьёзный конфликт, устроенный злокозненной Курумидзавой, чтобы Савако и её новые друзья выяснили между собой отношения. Тем не менее, Савако иногда по-прежнему не верит себе — когда Кадзэхая практически прямым текстом признаётся ей в любви, она воспринимает это просто как «я тебя не ненавижу» (особенности японского языка). В конечном итоге всё прояснилось и Савако с Кадзэхаей стали «официальной» парой (при этом пошли слухи, что «Садако» приворожила «школьного идола» при помощи чёрной магии).
- Сёта Кадзэхая (яп. 風早 翔太 Кадзэхая Сё:та)

Сэйю — Дайсукэ Намикава
Одноклассник Савако, из тех, кого называют «школьными идолами». Популярен среди девушек ещё со времен средней школы, популярен до такой степени, что девушки заключили между собой соглашение об «Общем Кадзэхае», дабы никто из них не претендовал на особое отношение с его стороны. В средней школе занимался бейсболом, но в старшей отказался от вступления в школьную команду. Влюблён в Савако, как ему кажется — безответно, из-за чего ревнует её даже к своему другу Рю. Их отношения развиваются достаточно сложно: Савако не уверена в себе и не допускает мысли, что такой популярный парень как Кадзэхая может испытывать к ней чувства более сильные, чем дружеские. Из-за этого она не смогла подарить ему шоколад на день Святого Валентина (по традиции в Японии в этот день девушки дарят шоколад своим друзьям и возлюбленным), хотя и собиралась. Его первая попытка признания в любви закончилась фарсом — Савако просто не поняла его, и ему кажется, что его отвергли. В конечном итоге им удаётся преодолеть все препятствия (состоящие в основном из взаимного недопонимания), и в 41 главе манги они становятся «официальной» парой.
Первый поцелуй случается в 71 главе.
- Аянэ Яно (яп. 矢野 あやね Яно Аянэ)

Сэйю — Миюки Савасиро
Одноклассница Савако и одна из её лучших подруг. Из всех персонажей-школьников выглядит наиболее взрослой — её уши проколоты пирсингом, а её парень — студент колледжа. Изначально Яно и её закадычная подруга Ёсида были задуманы мангакой как парный персонаж, в первых главах они практически ничем не отличаются друг от друга. В последующем её внешний облик был слегка изменён, и персонаж Яно стал обретать черты индивидуальности. Проницательна и умна, именно ей удалось установить источник распространившихся по школе слухов, порочащих её, Савако и Ёсиду. Одна из первых догадалась об истинных чувствах Савако и Кадзэхаи и многое сделала, чтобы помочь им. В 20 главе манги разрывает отношения со студентом колледжа, который стал её раздражать — разрыв закончился синяком на щеке Яно.
Некоторые считают[кто?], что в последних опубликованных главах, у неё, похоже, начинают развиваться отношения с Араи Кадзути, школьным учителем. Однако на данный момент в манге она уже сделала попытку завести роман с парнем из параллельного класса, но через несколько дней они разбежались, так как Яно была нужна ему «для показывания друзьям». Её чувства замечает Кенто Миура, что оставляет в душе парня живейший отклик. На Рождественской вечеринке Яно понимает и принимает его чувства, однако позже, в 95 главе, они расстаются по инициативе Яно. Позже Яно в 107 главе осознаёт, что влюбилась в Пина, но понимает, что отношения между ними невозможны, так как он учитель, а она ученица. Яно понимает, что Пин никогда на такое не пойдёт. Однако в 117 главе она всё-таки признаётся ему, но Кадзути её отвергает из-за большой разнице в возрасте, говоря при этом, что пока у них ничего не может быть. Своими словами он даёт понять, что надежда на совместное будущее у них есть. Яно хочет измениться, чтобы в будущем стать достойной Пина. В 120 главе она уезжает учиться в Токио.
- Тидзуру Ёсида (яп. 吉田 千鶴 Ёсида Тидзуру)

Сэйю — Юко Сампэй
Ещё одна близкая подруга Савако, а также друг детства Рю. Плохо учится (из-за чего Савако регулярно с ней занимается), зато прекрасно показала себя в спорте. Очень эмоциональный и добрый человек, из-за чего почти сразу понравилась Савако. Влюблена в старшего брата Рю, Тору, который давно уже живёт и работает в другом городе. Приезд Тору к родителям вместе со своей невестой стал для неё настоящим шоком. Единственная подруга Савако, долго не замечавшая развивающиеся отношения между ней и Кадзэхаей — хотя и участвовала в многочисленных мероприятиях, организованных Яно с целью свести их вместе.
- Рю Санада (яп. 真田 龍 Санада Рю:)

Сэйю — Юити Накамура
Друг детства Ёсиды, тайно в неё влюблённый. Очень любит бейсбол. Не проявляет эмоции, спокоен. Имеет проблемы с запоминанием имен (никак не мог запомнить имя Савако). В манге наметился явный прогресс в его отношениях с Тидзуру.
- Кадзути «Пин» Араи (яп. 荒井 一市 Араи Кадзути)

Сэйю — Юки Оно
Школьный учитель физкультуры, в дальнейшем — классный руководитель класса Кадзэхаи и Савако. Довольно высокого мнения о себе. Часто пренебрегает своими обязанностями классного руководителя. Любит подкалывать своих учеников (в частности, Кадзэхаю). В манге часто показывается как наставник и смотритель. Отвергает Яно Аянэ,когда та признаётся в любви,но говорит,что Яно поторопилась на 10 лет с признанием. Его слова дают шанс на построение отношений в будущем.
- Умэ «Куруми» Курумидзава (яп. 胡桃沢 梅 Курумидзава Умэ)

Сэйю — Ая Хирано
Красивая и милая девушка (на первый взгляд), нравится парням. Но с другой стороны, она очень коварная и злобная особа. Со средней школы влюблена в Кадзэхаю. Куруми — инициатор соглашения «Общий Кадзэхая», всегда старалась сделать так, чтобы у Сёты не было девушки. Считает своё имя Умэ  (яп. 梅  японская слива) старомодным и недостаточно кавайным, поэтому предпочитает когда её называют Куруми. После поражения за ней стали ухаживать парни, но она упорно их отвергает.
- Кэнто Миура (яп. 三浦 健人 Миура Кэнто)

Сэйю — Мамору Мияно.
Новый одноклассник Савако и Кадзэхая. Появляется во втором сезоне, становится старостой класса. Жизнерадостный, активный. Пытается поссорить Савако и Кадзэхаю, вводя их в заблуждения, но тем самым сближая их. Часто ругается с Яно, которая уличает его в неискренности действий. В конце сериала признаётся Яно, что чуть не влюбился в Савако.
В манге, через некоторое время, когда Савако и Кадзехая уже начали встречаться, он незаметно для себя влюбляется в Яно. Свои чувства парень осознал после того, как Яно и её ухажер расстались. На Рождественской вечеринке Миура хотел подарить ей личный подарок, но тот разбился из-за незадачливого одноклассника. После выходя в коридор он случайно пересёкся с бывшим Яно и ввязался в драку. Затем после неё, когда Яно находит парня на пожарной лестнице, он признается ей в любви.
- Томоми «Томо» Эндо (яп. 遠藤 朋美 Эндо: Томоми) и Эрико «Экко» Хирано (яп. 平野 依里子 Хирано Эрико)

Сэйю — Михо Миягава (Томоми Эндо), Маюки Макигути (Эрико Хирано)
Одноклассницы Савако. Милые и добрые девушки, являются одними из первых друзей Савако. Постоянно таскают с собой фотоаппарат.
- Соити «Дзё» Дзёноути (яп. 城ノ内 宗一 Дзёноути Соити)

Сэйю — Масахиро Яманака
Одноклассник Савако. Немного странный и занудливый парень. Мечтает найти себе девушку. После того как его бросила девушка, а Яно рассталась с парнем, пытался построить с ней отношения. В классе из девушек никто с ним не поддерживает дружеских отношений. Постоянно встревает там, где не надо, и очень много болтает.
- Тору Санада (яп. 真田 徹 Санада То:ру)

Сэйю — Ватару Хатано
Старший брат Рю, в которого влюблена Ёсида. Любит Ёсиду, но как младшую сестру.
- Сино (яп. 詩乃)

Сэйю — Канаэ Оки
Единственная подруга Савако, которая была в средней школе. В старшей школе она попадает в другой класс, из-за этого меньше общается с Савако.

## Манга
| № | В Японии              | В Японии               | В США                | В США                  |
| № | Дата публикации       | ISBN                   | Дата публикации      | ISBN                   |
| --- | --------------------- | ---------------------- | -------------------- | ---------------------- |
| 01 | 25 мая 2006 года      | ISBN 4-08-846061-8     | 4 августа 2009 года  | ISBN 1-4215-2755-3     |
| - 0. "Prologue" - 1. "Seat Change" - 2. "After School" - 3. "Smile"                                                                            |                       |                        |                      |                        |
| 02 | 25 сентября 2006 года | ISBN 4-08-846094-4     | 6 октября 2009 года  | ISBN 978-1-4215-2756-7 |
| - 4. "Rumors" - 5. "True Intention" - 6. "Resolution" - 7. "Friends"                                                                           |                       |                        |                      |                        |
| 03 | 25 января 2007 года   | ISBN 978-4-08-846134-2 | 2 февраля 2010 года  | ISBN 978-1-4215-2757-4 |
| - 8. "Saturday Night" - 9. "Practicing on My Own" - 10. "A New Friend" - 11. "Support"                                                         |                       |                        |                      |                        |
| 04 | 25 мая 2007 года      | ISBN 978-4-08-846174-8 | 4 мая 2010 года      | ISBN 978-1-4215-2786-4 |
| - 12. "Special?" - 13. "I Want to Know" - 14. "To Love Someone" - 15. "Crush" - 16. "Kurumi"                                                   |                       |                        |                      |                        |
| 05 | 22 ноября 2007 года   | ISBN 978-4-08-846237-0 | 3 августа 2010 года  | ISBN 978-1-4215-2787-1 |
| - 17. "Rival" - 18. "Weekend" - 19. "Chizuru's Crush" - 20. "Big Brother's Homecoming"                                                         |                       |                        |                      |                        |
| 06 | 25 марта 2008 года    | ISBN 978-4-08-846278-3 | 2 ноября 2010 года   | ISBN 978-1-4215-2788-8 |
| - 21. "Dream" - 22. "Miniskirt" - 23. "First Snow" - 24. "Christmas"                                                                           |                       |                        |                      |                        |
| 07 | 25 июля 2008 года     | ISBN 978-4-08-846313-1 | 1 февраля 2011 года  | ISBN 978-1-4215-3175-5 |
| - 25. "Couple" - 26. "Birthday" - 27. "New Year's" - 28. "Valentine's Day"                                                                     |                       |                        |                      |                        |
| 08 | 25 ноября 2008 года   | ISBN 978-4-08-846356-8 | 3 мая 2011 года      | ISBN 978-1-4215-3176-2 |
| - 29. "Junior Year" - 30. "Forget About That" - 31. "Apart" - 32. "You Don't Understand Her" - 33. "Run" - KimiTodo Friend Notebook            |                       |                        |                      |                        |
| 09 | 11 сентября 2009 года | ISBN 978-4-08-846440-4 | 5 июля 2011 года     | ISBN 978-1-4215-3688-0 |
| - 34. "Someone He Likes" - 35. "Kindness and Causing Trouble" - 36. "Haven't You Been Paying Attention?" - 37. "Give Her Up" - 38. "Reach Him" |                       |                        |                      |                        |
| 10 | 13 января 2010 года   | ISBN 978-4-08-846481-7 | 6 сентября 2011 года | ISBN 978-1-4215-3822-8 |
| - 39. "The Confession" - 40. "Right Now" - 41. "After the Festival" - 42. "Sawako and Kurumi"                                                  |                       |                        |                      |                        |
| 11 | 11 июня 2010 года     | ISBN 978-4-08-846539-5 | 1 ноября 2011 года   | ISBN 1-4215-3922-5     |
| 12 | 24 сентября 2010 года | ISBN 978-4-08-846568-5 | 3 января 2012 года   | ISBN 1-4215-4023-1     |
| 13 | 11 марта 2011 года    | ISBN 978-4-08-846635-4 | 6 марта 2012 года    |                        |
| 14 | 13 сентября 2011 года | ISBN 978-4-08-846635-4 | TBA                  |                        |

## Список серий аниме

### Первый сезон
| №  | Название                                        | Дата выхода в Японии |  |
| -- | ----------------------------------------------- | -------------------- |  |
|    |                                                 |                      |  |
| 01 | Пролог «Purorōgu» (プロローグ)                  | 6 октября 2009 года  |  |
| 02 | Смена парт «Sekigae» (席替え)                   | 13 октября 2009 года |  |
| 03 | После школы «Hōkago» (放課後)                   | 20 октября 2009 года |  |
| 04 | Слухи «Uwasa» (噂)                              | 27 октября 2009 года |  |
| 05 | Долой недоразумения «Ketsui» (決意)             | 3 ноября 2009 года   |  |
| 06 | Друзья «Tomodachi» (友達)                       | 10 ноября 2009 года  |  |
| 07 | Субботний вечер «Doyō no Yoru» (土曜の夜)       | 17 ноября 2009 года  |  |
| 08 | Тренировка «Jishuren» (自主練)                  | 24 ноября 2009 года  |  |
| 09 | Новые друзья «Atarashii Tomodachi» (新しい友達) | 1 декабря 2009 года  |  |
| 10 | Совместные усилия «Kyōryoku» (協力)             | 8 декабря 2009 года  |  |
| 11 | Особенный? «Tokubetsu?» (とくべつ？)            | 15 декабря 2009 года |  |
| 12 | Чувство любви «Ren'ai Kanjō» (恋愛感情)         | 22 декабря 2009 года |  |
| 13 | Любовь «Кои» (恋)                               | 5 января 2010 года   |  |
| 14 | Куруми «Куруми» (くるみ)                        | 12 января 2010 года  |  |
| 15 | Соперники «Raibaru» (ライバル)                  | 19 января 2010 года  |  |
| 16 | Полуночные разговоры «Yobanashi» (夜噺)         | 26 января 2010 года  |  |
| 17 | Праздник «Kyūjitsu» (休日)                      | 2 февраля 2010 года  |  |
| 18 | Любовь Тидзуру «Тидзуру но Кои» (千鶴の恋)      | 9 февраля 2010 года  |  |
| 19 | Мечты «Yume» (夢)                               | 16 февраля 2010 года |  |
| 20 | Подарок «Purezento» (プレゼント)                | 23 февраля 2010 года |  |
| 21 | Первый снег «Hatsuyuki» (初雪)                  | 2 марта 2010 года    |  |
| 22 | Рождество «Kurisumasu» (クリスマス)             | 9 марта 2010 года    |  |
| 23 | Вдвоем «Futari» (ふたり)                        | 16 марта 2010 года   |  |
| 24 | День рождения «Tanjōbi» (誕生日)                | 23 марта 2010 года   |  |
| 25 | Новый год «Shinnen» (新年)                      | 30 марта 2010 года   |  |

### Второй сезон
| №  | Название                                         | Дата выхода в Японии |  |
| -- | ------------------------------------------------ | -------------------- |  |
|    |                                                  |                      |  |
| 00 | Неразделённая любовь «Kataomoi» (片想い)         | 5 января 2011 года   |  |
| 01 | Валентинов день «Barentain» (バレンタイン)       | 12 января 2011 года  |  |
| 02 | Второй год «2-Nensei» (2年生)                    | 19 января 2011 года  |  |
| 03 | Забудь «Wasurete» (忘れて)                       | 26 января 2011 года  |  |
| 04 | Не понимаю «Wakattenai» (わかってない)           | 2 февраля 2011 года  |  |
| 05 | Моя любовь «Suki na Hito» (すきな人)             | 9 февраля 2011 года  |  |
| 06 | Любовь и горе «Kōi to Meiwaku» (好意と迷惑)      | 16 февраля 2011 года |  |
| 07 | Отступись «Akirame Chimae Yo» (あきらめちまえよ) | 23 февраля 2011 года |  |
| 08 | Послушай «Todoke» (届け)                         | 2 марта 2011 года    |  |
| 09 | Признание «Kokuhaku» (告白)                      | 9 марта 2011 года    |  |
| 10 | Отныне «Koko kara» (ここから)                    | 23 марта 2011 года   |  |
| 11 | После фестиваля «Matsuri no Ato» (祭りのあと)    | 30 марта 2011 года   |  |
| 12 | Дорогой мой человек «Daiji na Hito» (大事な人)   | 30 марта 2011 года   |  |

## Музыкальное сопровождение
Открывающие композиции аниме:
- Танидзава Томофуми — «Kimi ni Todoke» (きみにとどけ, Дотянуться до тебя) — первый сезон.
- Танидзава Томофуми — «Sawakaze» — второй сезон.

Закрывающие композиции аниме:
- Chara — «Kataomoi» (片想い) — первый сезон.
- May’s — «Kimi ni Todoke…» (君に届け) — второй сезон.